# Felsőrépa község
Felsőrépa község (románul: Comuna Vătava) község Maros megyében, Romániában. Központja Felsőrépa, beosztott falvai Alsórépa, Marosliget.

## Népessége
A 2011-es népszámlálás adatai alapján a község népessége 1987 fő volt.